# Kormoran (1940)
Německý pomocný křižník Kormoran, též Handelsstörkreuzer 8 (HSK-8), byla přepadová loď Kriegsmarine (německého námořnictva) za druhé světové války. Původně šlo o obchodní loď Steiermark postavenou pro společnost Hamburg America Line, ale po vypuknutí války loď získalo námořnictvo za účelem přeměny na přepadovou loď. Spravována byla pod označením Schiff 41 a spojeneckým námořnictvům byla známá jako „Raider G“. Lodi velel fregatní kapitán Theodor Detmers a během roční služby v Atlantiku a Indickém oceánu zničila deset obchodních lodí a jedenáctou zajala. Šlo největší přepadovou loď provozovanou Německem během druhé světové války. Postavila ji loděnice Friedrich Krupp Germaniawerft v Kielu.
Je také známá tím, že potopila australský lehký křižník HMAS Sydney během vzájemně destruktivní bitvy u Západní Austrálie dne 19. listopadu 1941. Poškození způsobené během bitvy vedlo k potopení Kormoranu. Zatímco 318 z 399 námořníků německé lodi bylo zachráněno a umístěno do zajateckých táborů, z 645 námořníků australského křižníku nepřežil žádný. Vrak Kormoranu byl znovuobjeven 12. března 2008, pět dní před objevením vraku jeho protivníka.
Úspěch Kormoranu proti HMAS Sydney se obvykle připisuje krátké vzdálenosti obou lodí během střetnutí a výhodám přepadové lodi v překvapení a rychlé a přesné palbě. Před objevením vraků v roce 2008 ztráta křižníku se všemi životy ve srovnání s přežitím většiny německé posádky vyvolávala kontroverze a plodila řadu konspiračních teorií; někteří tvrdili, že k nalákání Sydney na dostřel německý velitel Theodor Detmers použil nelegální lest, jiní zase uvažovali o zapojení japonské ponorky nebo že podrobnosti o bitvě byly pečlivě utajovány.